# CRH1
Der CRH1 ist ein elektrischer Hochgeschwindigkeitszug in der Volksrepublik China. CRH ist die Abkürzung für China Railway High-speed.
Es wurden zahlreiche Varianten beschafft. Die Baureihen CRH1A und CRH1B basieren auf der Regina-Baureihe von Bombardier Transportation mit der Bezeichnung Regina C2008. Die CRH1E und CRH380D basieren auf der Plattform Bombardier Zefiro. Die Züge werden vom kanadisch-chinesischen Joint-Venture Bombardier Sifang Power Corporation (BSP) in Qingdao in der Provinz Shandong hergestellt. Das Joint-Venture wurde von Bombardier Transportation und CSR Sifang gegründet.

## CRH1A

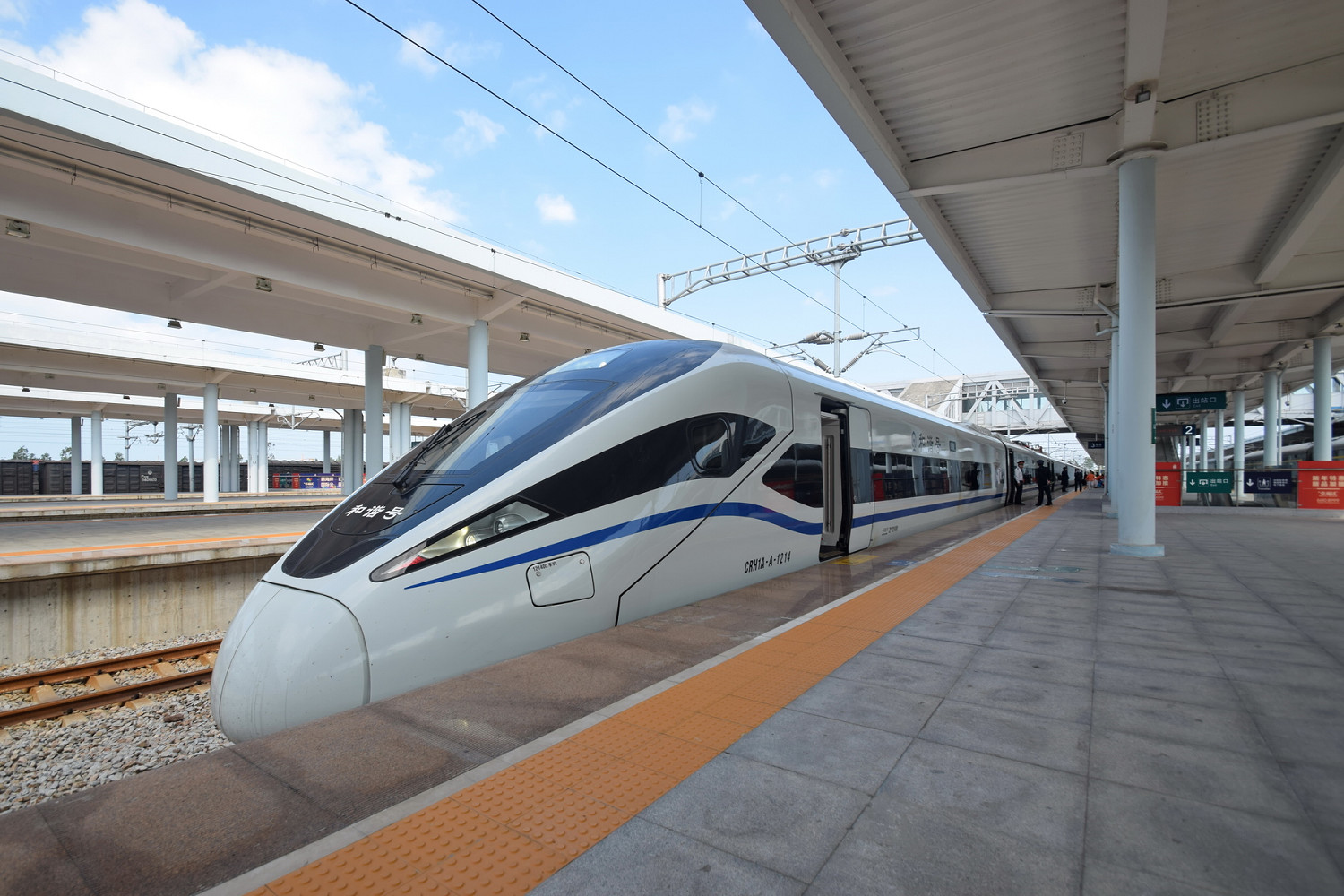
CRH1A-A

Ab 2007 wurden in zwei Serien 40 achtteilige Züge produziert. Diese Einheiten bedienen die Strecke Guangzhou – Shenzhen in der Provinz Guangdong mit bis zu 200 km/h. Von den acht Wagen sind fünf angetrieben, die beiden Endwagen sind als 1. Klasse eingerichtet, in der Mitte läuft ein Bistrowagen.
Mitte Juli 2010 bestellte das Chinesische Eisenbahnministerium 40 weitere CRH1A-Züge zu Kosten von insgesamt 5,2 Milliarden Yuan. Die Züge dieser Serie haben eine Höchstgeschwindigkeit von 250 km/h und können insgesamt 604 Fahrgäste befördern. Die geplante Auslieferung war der Zeitraum von September 2010 bis Mai 2011.
Anschließend wurden 86 Achtwagenzüge des modifizierten Typs CRH1A-A ausgeliefert.

## CRH1B
Seit April 2009 werden 20 sechzehnteilige Züge auf der Strecke Shanghai – Nanjing eingesetzt. Zehn Wagen pro Zug sind angetrieben, drei führen die erste Klasse, einer ein Bistro. Die Höchstgeschwindigkeit beträgt 250 km/h. Dafür wurde bei Bombardier in Schweden und Deutschland ein längerer, strömungsgünstigerer Kopf entwickelt.

## CRH380D und CRH380DL

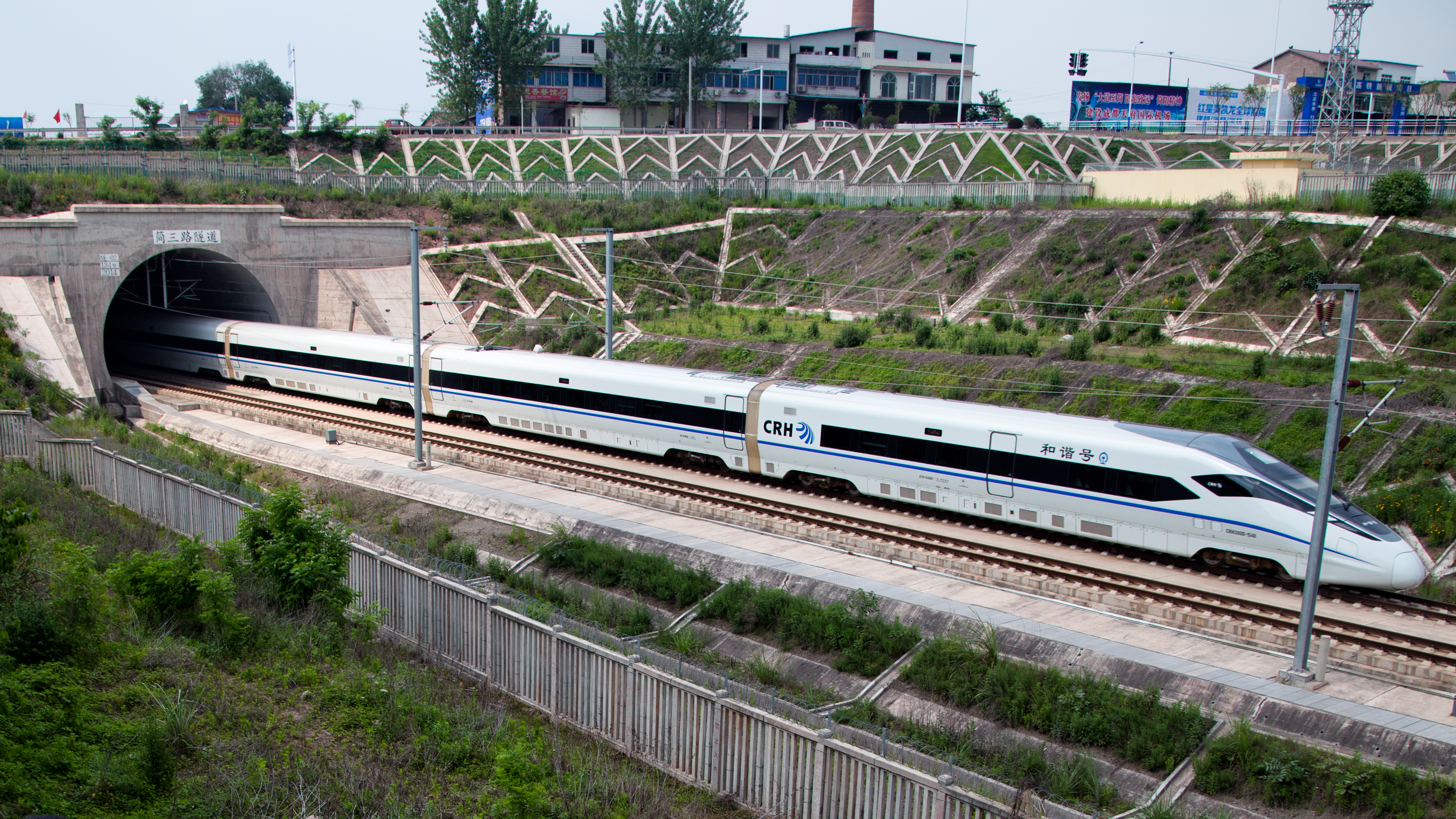
CRH380D

Die Inbetriebnahme der CRH380D als schnellste Züge der Zefiro-Serie war für 2012 geplant. Betrieb gehen. Die Triebzüge wurden für eine Höchstgeschwindigkeit von 380 km/h konzipiert und gehören damit zu den schnellsten Zügen der Welt. In Testfahrten erreichte ein CRH380D eine Geschwindigkeit von 483 km/h. Die Auslieferung der ersten Serienzüge war für März 2015 geplant.
Ende September 2009 bestellte das chinesische Eisenbahnministerium 80 Triebzüge, wobei die Bestellung 20 Züge mit 8 Wagen und 60 Züge mit 16 Wagen umfasst. Die Züge sollten die Bezeichnung CRH380D und CRH380DL erhalten. Es wurden schließlich jedoch nur 85 Achtwagenzüge beschafft.
Die gelieferten Züge sind rund 215 Meter lang und 3,35 Meter breit. Vier Wagen sind angetrieben, die Dauerleistung beträgt 9600 kW.

## CRH1E
Der CRH1E ist ein sechzehnteiliger Nachtzug mit 250 km/h Höchstgeschwindigkeit, der Schlafwagen (darunter auch Luxusabteile mit eigenem Bad), Sitzwagen und einen Bistrowagen führt. Die Auslieferung der 20 bestellten Züge erstreckte sich von Mai 2009 bis August 2010. Die Züge sind zwischen Shanghai und Peking mit einer Fahrzeit von etwa 11 Stunden im Planeinsatz.

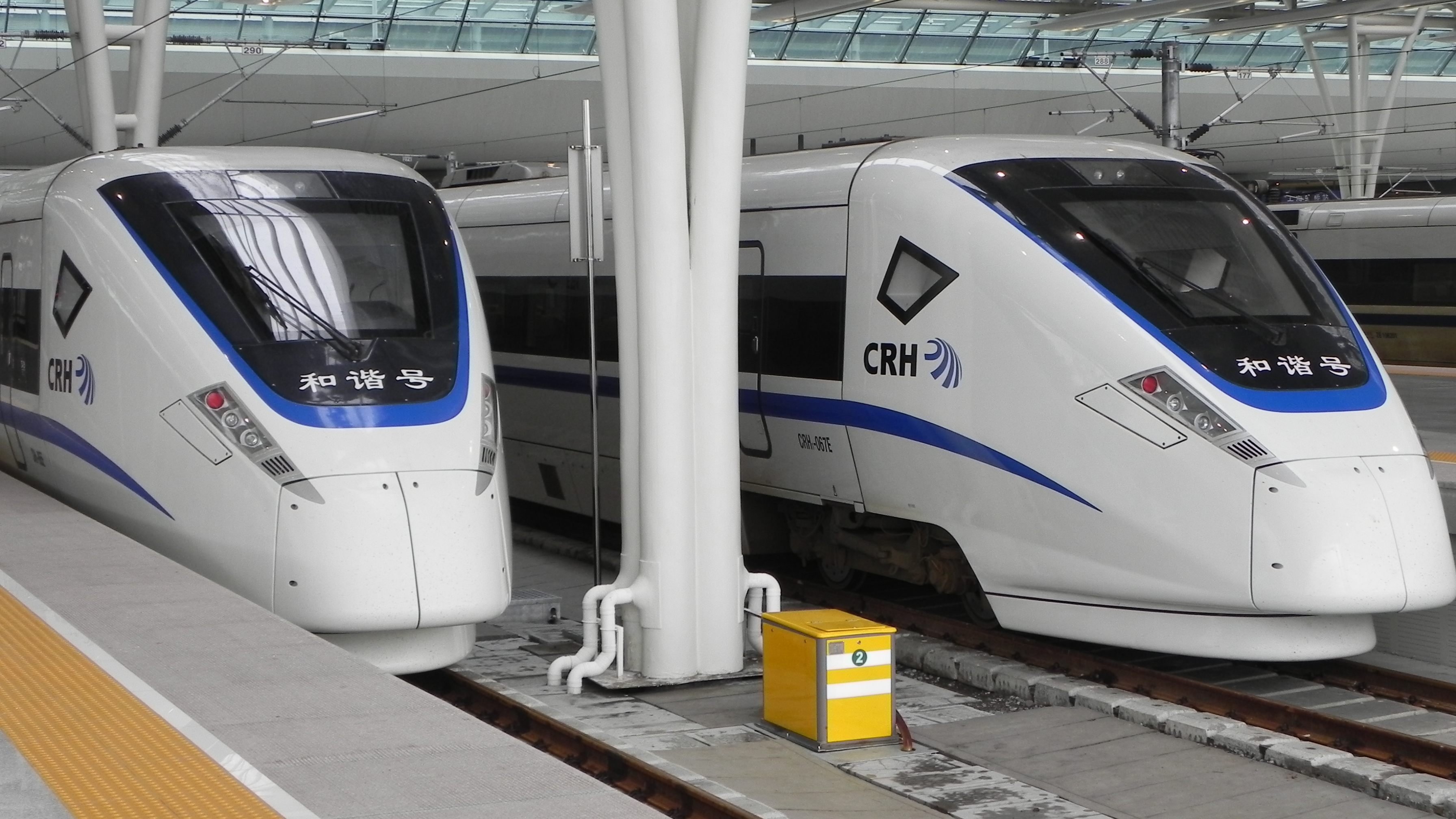
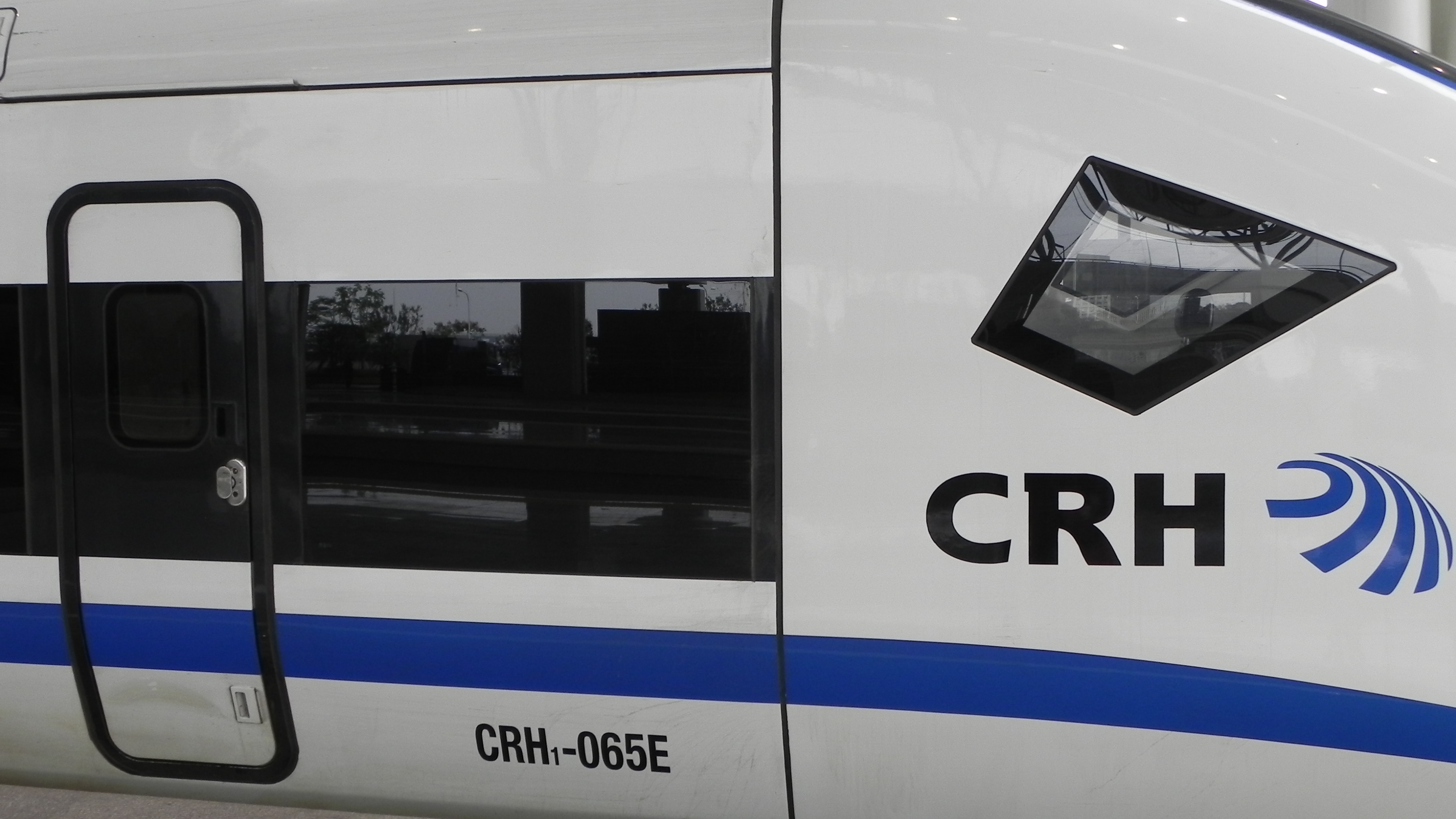